# 長外衣

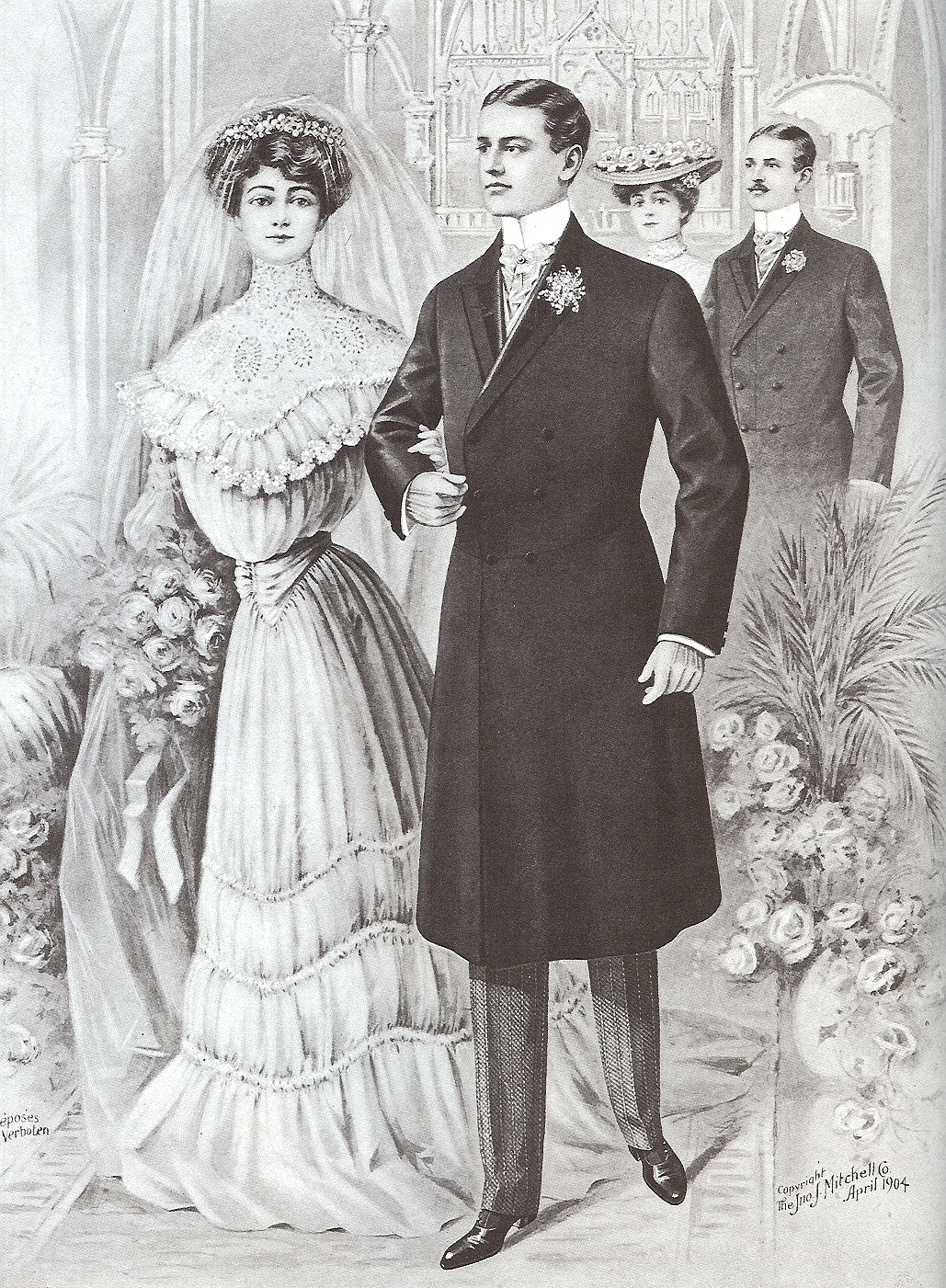
20世紀初期的長外衣

長外衣（Frock Coat）是19世紀中期至20世紀初期時流行的一種男式禮服。正式的長外衣為黑色，需和襯衫、馬甲、褲子、領帶配套穿著。20世紀初期之後，長外衣被晨禮服取代了其男士正裝的地位，現在已經很少穿著，但仍有一些國家將長外衣作為軍服中的正式禮服使用。